# Подсосновка
Подсосновка — деревня в Арбажском муниципальном округе Кировской области России.

## География
Деревня находится в юго-западной части Кировской области, в зоне хвойно-широколиственных лесов, на левом берегу реки Шуван, на расстоянии приблизительно 6 километров (по прямой) к северо-западу от посёлка городского типа Арбаж, административного центра района. Абсолютная высота — 110 метров над уровнем моря.
Климат
Климат характеризуется как умеренно континентальный, с умеренно холодной снежной зимой и тёплым летом. Среднегодовая температура — 2 °C. Абсолютный минимум температуры воздуха самого холодного месяца (января) составляет −47 °C; абсолютный максимум самого тёплого месяца (июля) — 40 °C. Годовое количество атмосферных осадков — 527 мм, из которых 354 мм выпадает в период с апреля по октябрь.

## Население
| 2010 |
| ---- |
| 0    |